# Pherecydes livens
Pherecydes livens là một loài nhện trong họ Thomisidae.
Loài này thuộc chi Pherecydes. Pherecydes livens được Eugène Simon miêu tả năm 1895.